# The Ghost Sessions
The Ghost Sessions to mixtape wydany przez Stylesa P, amerykańskiego rapera z grup The Lox, D-Block i Ruff Ryders. Występują na nim takie gwiazdy jak Kool G. Rap, Cormega i AZ.
"Hold On" zawiera sample'a z "Always Into Something" N.W.A.

## Lista utworów
| #  | Tytuł                             | Autor(zy)                     | Występujący | Producent(ci)            | Czas |
| -- | --------------------------------- | ----------------------------- | --- | ------------------------ | ---- |
| 1  | "The Hardest"                     | D. Styles W. Mitchell A. Cruz | - Intro: AZ - Refren: Styles P - Pierwsza zwrotka: Styles P - Druga zwrotka: AZ                                | Large Professor          | 3:41 |
| 2  | "Fuck The Police"                 | D. Styles                     | Styles P | Street Radio             | 2:53 |
| 3  | "No Remorse"                      | D. Styles                     | - Refren: Styles P - Pierwsza zwrotka: Styles P - Druga zwrotka: J-Hood - Trzecia zwrotka: Styles P            | Street Radio             | 2:50 |
| 4  | "Come One, Come All"              | D. Styles N. Wilson           | - Refren: Bucky - Pierwsza zwrotka: Styles P - Druga zwrotka: Kool G. Rap                                      | Fizzy Womack             | 3:10 |
| 5  | "Hold On"                         | D. Styles J. Rush             | - Refren: Jay Rush - Wszystkie zwrotki: Styles P                                                               | Fizzy Womack             | 4:06 |
| 6  | "Frustration"                     | D. Styles                     | Styles P | Street Radio             | 2:11 |
| 7  | "Pain"                            | D. Styles                     | - Styles P - W refrenie występuje również Bradd Marquis                                                        | J. Waxx Garfield         | 3:40 |
| 8  | "The Struggle"                    | D. Styles                     | Styles P | Large Professor          | 3:28 |
| 9  | "Poor Folk"                       | D. Styles                     | - Intro: Joell Ortis - Pierwsza zwrotka: Styles P - Druga zwrotka: Joell Ortis                                 | Street Radio             | 3:12 |
| 10 | "Money"                           | D. Styles                     | Styles P | Street Radio & Bob Perry | 3:22 |
| 11 | "Use Mad Clips"                   | D. Styles C. McKay            | - Intro: Styles P, Cormega - Refren: Styles P - Pierwsza zwrotka: Cormega                                      | Emile                    | 3:01 |
| 12 | "Deeper Than Most"                | D. Styles                     | Styles P | Street Radio             | 3:23 |
| 13 | "S.P. Ghost [Rock Remix]"         | D. Styles                     | Styles P | Ill Will Fulton          | 3:44 |
| 14 | "Come One, Come All [Rock Remix]" | D. Styles Ill Bill            | - Intro: Bucky - Refren: Bucky - Pierwsza zwrotka: Styles P - Druga zwrotka: Ill Bill - Trzecia zwrotka: Bucky | Ill Will Fulton          | 4:14 |
| 15 | "So Easily [Rock Remix]"          | D. Styles                     | Styles P | Ill Will Fulton          | 3:32 |